# Kapel 't Hooge

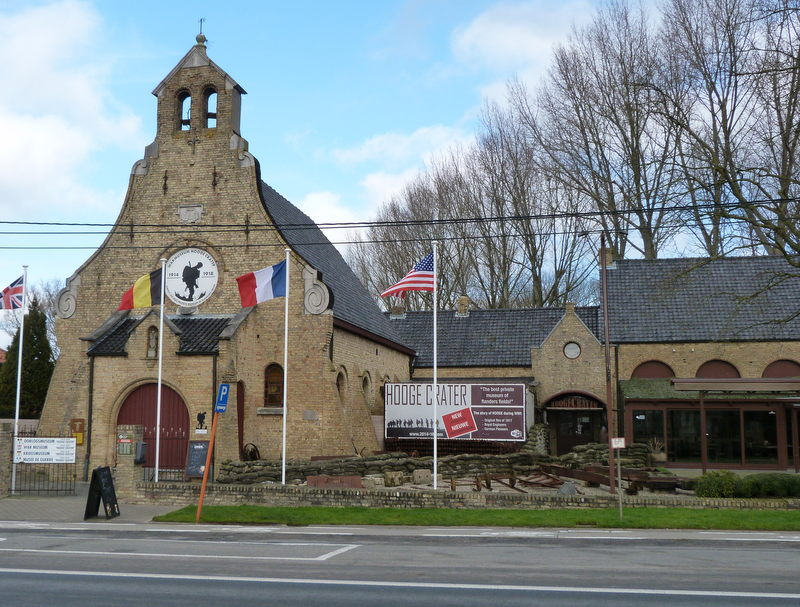
Kapel 't Hooge

De Kapel 't Hooge is een voormalige kapel in het gehucht 't Hooge, gelegen nabij de plaats Zillebeke welke behoort tot de West-Vlaamse gemeente Ieper, gelegen aan Meenseweg 467.
Hier was vroeger een kapel welke behoorde bij het Kasteel 't Hooge. Dit alles ging echter verloren tijdens de Eerste Wereldoorlog.
Begin jaren 20 van de 20e eeuw werd deze kapel herbouwd nabij de Meenseweg. Het is een eenbeukig kerkje, opgetrokken in gele baksteen. Kenmerkend is de in- en uitgezwenkte gevel, bekroond met een klokkenmuur. Er is een vooruitspringend portaal.
Het interieur wordt overkluisd door een bepleisterd tongewelf.
Vanaf 1993 werd het Hooge Crater Museum in de kapel gevestigd.
Naast de kapel bevindt zich een schoolgebouw van dezelfde tijd.